# فوکه-وولف اف‌و ۶۲
فوکه ولف اف‌دبلیو ۶۲ (به انگلیسی: Focke-Wulf_Fw_62) یک هواگرد ملخ‌پیشین تک‌موتوره از نوع شناسایی هواپیمای آب‌نشین دارای ارابه فرود ساخت شرکت Focke-Wulf است. هواگرد فوکه ولف اف‌دبلیو ۶۲ نخستین پروازش را در ۲۳ اکتبر ۱۹۳۷ میلادی انجام داد. در مجموع، تعداد ۴ فروند از این هواگرد ساخته شده‌است.
طراح این هواگرد، Erich Arbeitlang بود.